# Samuel Santos López

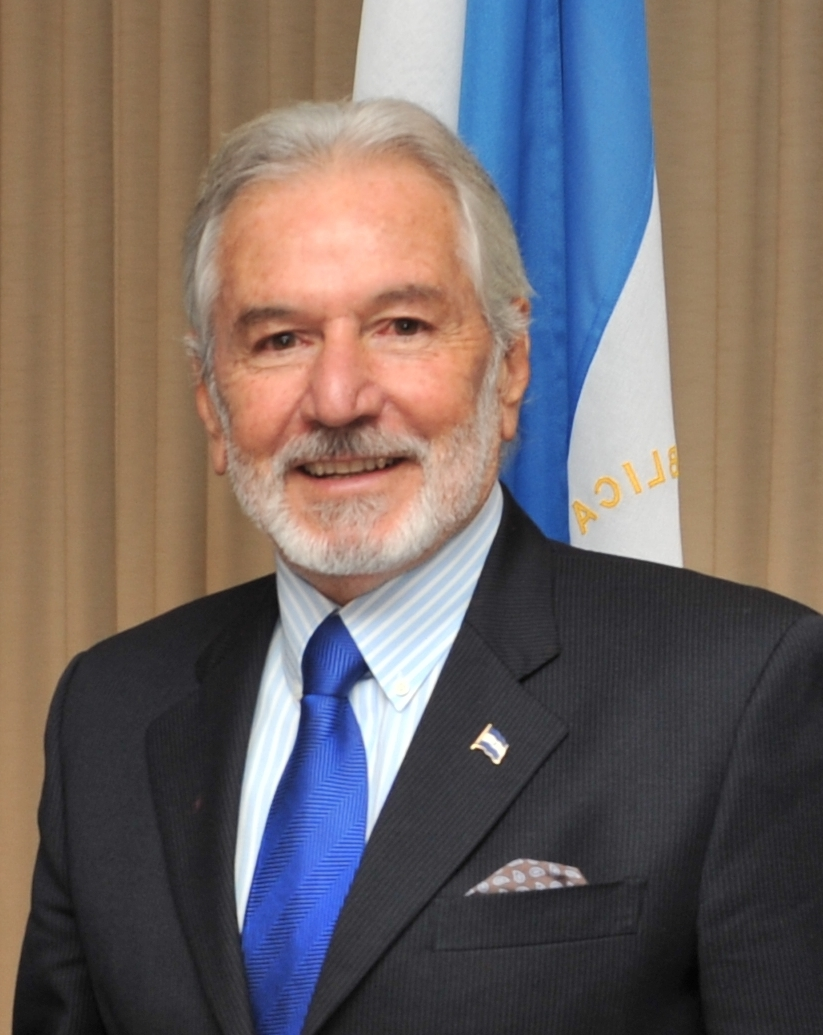
Samuel Santos López (2010)

Samuel Santos López (* 13. Dezember 1938 in Managua) ist ein nicaraguanischer Politiker.

## Biografie
Santos López wurde als Unterstützer von Anastasio Somoza Debayle nach dem Protestumzug vom 22. Januar 1967 gegen die Kandidatur von Anastasio Somoza Debayle und des darauf folgenden Massakers auf der Avenida Roosevelt vorübergehend verhaftet. Anschließend war er bis 1979 nicht mehr politisch aktiv, sondern ging ins Exil nach Honduras, wo er in Privatunternehmen arbeitete und zuletzt Geschäftsführer der Werbefirma Noble y Asociados war. 1979 kehrte er nach Nicaragua zurück und war vorübergehend Arbeiter bei einer Erdölgesellschaft.
Unmittelbar darauf nahm er an der Revolution der Frente Sandinista de Liberación Nacional (FSLN) teil, die am 17. Juli 1979 zur Flucht von Diktator Somoza Debayle führte. Anschließend wurde er zunächst Vizepräsident der Nationalen Entwicklungsbank (Banco Nacional de Desarrollo) und dann 1980 Minister in der Junta des Wiederaufbaus. In dieser Position hatte er 1982 maßgeblichen Einfluss auf die Verabschiedung des Gesetzes über Geldzuwendungen (Ley de Donaciones). Zwischen 1980 und 1985 war er außerdem Bürgermeister (Alcalde) von Managua. In dieser Funktion traf er sich im Oktober 1983 mit dem damaligen Bürgermeister von New York City, Ed Koch. In dem Gespräch warfen sich beide Seiten die Schuld an der kritischen Situation in Zentralamerika vor.
1986 wurde er von Daniel Ortega zum Sekretär für Finanzen der FSLN ernannt und behielt diese Funktion bis 1992. Daneben war er außerdem zwischen 1986 und 1992 Präsident von ADYSA sowie des Verlages "El Amanecer" (Der Sonnenaufgang), der die Zeitung "Diario Barricada" herausgab. Darüber hinaus war er Mitglied der Nationalversammlung und der Politischen Kommission der Sandinisten. Zugleich wurde er 2006 Sekretär für Internationale Beziehungen der FSLN und außerdem Repräsentant der Sandinisten bei der Sozialistischen Internationale.
Neben seinen politischen Tätigkeiten wurde er auch Dozent an der Fakultät für Wirtschaftswissenschaften an der Universidad Nacional Autónoma de Nicaragua (UNAN). Des Weiteren ist er Geschäftsführer mehrerer Immobilienfirmen. Darüber hinaus war er Gründer und Direktor der Wertpapierbörse (Bolsa de Valores de Nicaragua) und Mitglied der Handelskammer und der Kammer für Tourismus sowie weiterer Organisationen der nationalen und internationalen Wirtschaft.
Nach dem Wahlsieg der FSLN wurde er am 11. Januar 2007 von Präsident Daniel Ortega zum Minister für Auswärtige Angelegenheiten ernannt. Auf der 63. Generalversammlung der Vereinten Nationen hielt er im September 2008 eine Rede, die sich mit globalen Themen wie Hungersnot, hohe Ölpreise, Klimawandel, Terrorismus und Menschenrechten befasste.